# Infernax
Infernax è un videogioco del 2022 sviluppato da Berzerk Studio e pubblicato da The Arcade Crew per Microsoft Windows, Nintendo Switch, PlayStation 4, Xbox One e Xbox Series X e Series S.

## Modalità di gioco
Infernax è un Metroidvania 2D, ispirato a Zelda II e Castlevania II: Simon's Quest. Presenta inoltre una modalità basata su Contra accessibile tramite Konami Code.
Nell'aprile 2023 il gioco ha ricevuto un contenuto scaricabile gratuito dal titolo Deux or Die che introduce una modalità cooperativa.